# تناقض‌گرایی
تناقض‌گرایی یا دیالِتئیسم (به انگلیسی: Dialetheism)، (در یونانی به‌معنای «حقیقت») دیدگاهی است که عنوان می‌کند گزاره‌هایی وجود دارند که هم درست و هم نادرست هستند. به‌طور دقیق‌تر این باور است که می‌توان گزاره صادقی داشت که نقیض آن نیز صادق باشد. چنین گزاره‌هایی «تناقض‌های حقیقی»، دیالِتیا یا نادوگانگی‌گرایی نامیده می‌شوند.
تناقض‌گرایی یک سیستم منطق صوری نیست؛ بلکه قضیه‌ای درباره حقیقت است که بر ساخت یک منطق صوری تأثیر می‌گذارد، منطقی که اغلب مبتنی بر سیستم‌های از پیش موجود است. معرفی تناقض‌گرایی بسته به نظریه‌ای که در آن معرفی می‌شود، پیامدهای مختلفی دارد. یک اشتباه رایج ناشی از این امر، رد تناقض‌گرایی بر این اساس است که در سیستم‌های منطقی سنتی (مانند منطق کلاسیک و منطق شهودی) هر گزاره‌ای در صورت صحت یک تناقض به یک قضیه تبدیل می‌شود و این امر، چنین سیستم‌هایی را هنگامی که تناقض‌گرایی به‌عنوان یک اصل موضوعه گنجانده می‌شود، بی‌اهمیت جلوه می‌دهد . سیستم‌های منطقی دیگر، هنگام بروز تناقض‌ها به این شکل از هم نمی‌پاشند؛ چنین سیستم‌هایی که در برابر تناقض مقاوم هستند، به عنوان منطق‌های فراسازگار شناخته می‌شوند. تناقض‌گرایانی که نمی‌خواهند بپذیرند هر گزاره‌ای درست است، آزادند که این منطق‌ها را بر منطق‌های سنتی و جنجالی ترجیح دهند.
گراهام پریست تناقض‌گرایی را دیدگاهی تعریف می‌کند که معتقد است تناقض‌های واقعی وجود دارند. جی‌سی بیل یکی دیگر از طرفداران این نظریه است؛ موضع او با موضع پریست در دفاع از انقباض‌گرایی سازنده (روش‌شناختی) در مورد گزاره صدق متفاوت است.
این اصطلاح توسط گراهام پریست و ریچارد سیلوان ابداع شد.